# Filhas de Nossa Senhora do Sagrado Coração
A Congregação das Filhas de Nossa Senhora do Sagrado Coração é um instituto religioso católico romano fundado em 30 de agosto de 1874 pelo Servo de Deus Julio Chevalier (1824-1907), o Fundador dos Missionários do Sagrado Coração. Da forma latina de seu nome, Filiae Dominae Nostrae Sacro Corde, leva a abreviatura FDNSC. A ordem tem orientação para o trabalho missionário. É um dos membros do grupo Família Chevalier.
A ordem está ativa em Papua Nova Guiné com trabalho espiritual e de saúde. As Filhas também trabalharam na Austrália, onde fundaram e dirigiram a escola secundária feminina Our Lady of the Sacred Heart College, em Sydney, junto com duas outras escolas de mesmo nome em Melbourne e Adelaide. Existem conventos localizados em Melbourne (VIC), Sydney (NSW) e Bowral (NSW). O convento em Bowral, Hartzer Park, agora também funciona como um centro de conferências e retiro.